# Торбеевский централ
Торбе́евский центра́л (ИК-6, ФКУ ИК-6 УФСИН России по Республике Мордовия) — одна из семи исправительных колоний особого режима для пожизненно осуждённых в России.
Находится в Торбееве (Республика Мордовия).
Плановая наполняемость в 210 заключенных; на 2021 год в ней находилось 156 человек. 
В колонии отбывают наказание в основном пожизненно осуждённые, которых привозят из разных регионов страны, либо следующих транзитом в другие учреждения подобного типа. В камерах «Торбеевского централа» осуждённые пожизненно сидят по одному и по двое. У каждой камеры — карточки-досье: фото, статьи, краткая «биография». Администрация, изучив арестантов, расселяет их, исходя из психологической совместимости, во избежание конфликтов. Для этого с каждым проводится работа профессиональным психологом. Условия заключения соответствуют международным стандартам. За заключёнными круглосуточно следят камеры видеонаблюдения. Колония состоит из трёх двухэтажных корпусов, присутствуют и рабочие камеры. Помимо ИК-6, недалеко находится следственный изолятор СИЗО-3, для тех, кто находится под следствием и ждут решения суда. Статус колонии для приговорённых к пожизненному лишению свободы получил в 2015 году.
Почти все заключенные заняты на пошиве одежды, причем в отдельно оборудованных камерах, и работают с соседями по камерам.
На 2021 год — чуть меньше 150 приговорённых к пожизненному сроку.

## На территории
В двухэтажных жёлтых домиках с красной крышей, которые стоят в ряд, живет отряд хозобслуги. В домах из белого кирпича с огромными черными номерами над окнами с решетками расселили «пожизненных».